# چارلز کورتین
چارلز کورتین (انگلیسی: Charles Curtin؛ 1890 – ۲۹ ژوئیهٔ ۱۹۶۷) بازیکن فوتبال اهل بریتانیا بود.
از باشگاه‌هایی که در آن بازی کرده‌است می‌توان به باشگاه فوتبال نوریچ سیتی، باشگاه فوتبال وورکینگتون ای. اف. سی، و باشگاه فوتبال ساوت‌همپتون اشاره کرد.